# Caçador-coletor

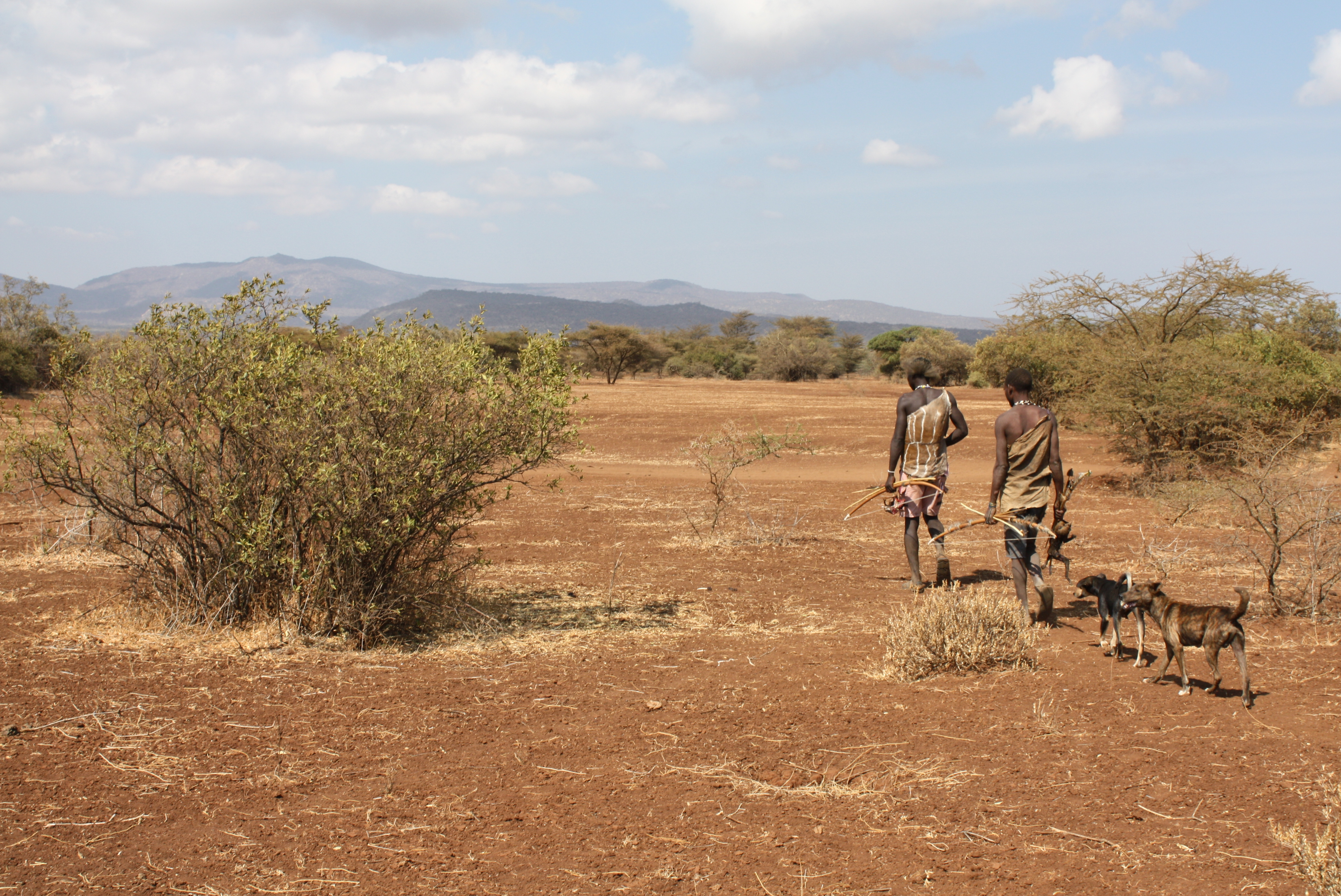
Dois homens hadzas retornam de uma caçada. Os hadzas são uma das poucas sociedades africanas contemporâneas que vivem principalmente de caça e coleta

Caçador-coletor ou caçador-recoletor é um humano que vive em uma sociedade na qual toda ou a maior parte do sustento é obtido pela caça de animais selvagens e coleta de plantas silvestres. Os humanos foram caçadores-coletores até à revolução neolítica, sendo que a caça e a coleta foram os primeiros modos de subsistência do Homo sapiens. Estas atividades foram herdadas diretamente do mundo animal, particularmente dos primatas. Caçadores-recoletores de caça obtêm mais na recolha que na caça; até 80% da comida é obtida por recoleção. Este método de subsistência ocupou 90% da história do Homo sapiens.
Estes modos de subsistência consistem na recolha da natureza do que ela fornece espontaneamente. Precedem a pecuária e a agricultura, e podem dar origem ao nomadismo, se as manadas que fornecem a subsistência principal se deslocam ou se os recursos do território se esgotam.
As descobertas arqueológicas sustentam a hipótese de que, há vinte mil anos, todos os seres humanos eram caçadores-colectores. Hoje ainda subsistem caçadores-colectores no Ártico e nas florestas tropicais húmidas, onde outras formas de subsistência não são possíveis. A maior parte desses grupos teve ancestrais agricultores, que foram empurrados para zonas periféricas no decorrer de migrações e de conflitos.

## Modo de vida

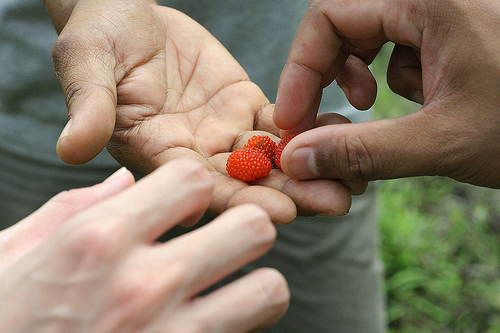
Frutos silvestres da floresta de Sumatra

São utilizados apenas os materiais disponíveis na natureza para a construção de abrigos, dando preferência para os naturais, que necessitem de poucas transformações. Estes abrigos destinam-se à protecção contra intempéries e predadores.
A maioria das sociedades de caçadores-colectores é nómada, pois, normalmente, os recursos de uma área são rapidamente esgotados, tornando impossível a fixação permanente dos grupos humanos. Existem, no entanto, exceções, como no caso dos Haida da Colúmbia Britânica, que puderam habitar numa região suficientemente rica.
As populações de caçadores-colectores são pouco densas. Com efeito, uma mesma região explorada com agricultura permite alimentar uma população 60 a 100 vezes superior que o modo de vida de caça e colheita.
Todos os grupos de caçadores-coletores têm como núcleo da vida social e econômica bandos formados por cerca de 30 pessoas. Este número representa a combinação mais favorável de adultos e crianças para explorar alimentos animais e vegetais para subsistência.
Um número menor de 30 e o grupo se enfraqueceria; um número maior aumentaria o esforço do trabalho para coletar alimentos para todos.
Bandos são a forma mais simples de organização social humana e são distinguidos das tribos de povos agrícolas ou pastoris pelo fato das tribos serem geralmente maiores, constituídas por muitas famílias. As tribos têm mais instituições sociais, como um chefe, um grande homem ou um conselho de anciãos. As tribos também são mais permanentes do que os bandos; um bando pode deixar de existir se apenas um pequeno grupo se separar ou morrer.
Só quando o modo de produção se altera do sistema básico de caça e coleta para o mais sedentário da agricultura, grupos maiores que 30 pessoas se tornam viáveis por longos períodos,
As sociedades de caçadores-colectores tendem a não possuir estruturas sociais hierarquizadas, mas nem sempre assim acontece. Sendo nómadas, quase nunca têm a possibilidade de armazenar excedentes alimentares. Por essa razão, não podem suportar os dirigentes, artistas ou funcionários a tempo inteiro. Assim, é possível dividir as sociedades de caçadores-colectores em duas tendências, de acordo com o modo de redistribuição:
- as sociedades igualitárias com uma redistribuição imediata
- as sociedades não-igualitárias, com uma redistribuição retardada.

As primeiras consomem a sua produção em um dia ou dois; as outras armazenam os seus excedentes.
Nas sociedades igualitárias, os sistemas familiares são diferentes das sociedades de cultivadores, de criadores, de pastores ou sociedades industriais.
Os caçadores-caçadores tendem a ter um ethos social igualitário. Quase todos os caçadores-coletores africanos são igualitários, com mulheres tão influentes e poderosas quanto os homens. Karl Marx definiu esse sistema sócio-econômico como comunismo primitivo.
O igualitarismo típico dos caçadores-coletores humanos nunca é total, mas é impressionante quando visto em um contexto evolutivo. Uma das espécies de primata mais próximas da humanidade, os chimpanzés, não podem ser chamados de igualitários, formando-se em hierarquias que são muitas vezes dominadas por um macho alfa. Tão logo é o contraste com os caçadores-coletores humanos que é amplamente argumentado pelos paleo-antropólogos que a resistência a ser dominado foi um fator chave que impulsionou o surgimento evolutivo da consciência, da linguagem, família e da organização social humana.

### As mulheres nas sociedades de caçadores coletores
A cultura popular costuma assumir que, enquanto homens seriam responsáveis pela caça de animais de grande porte, as mulheres coletariam frutos e vegetais. Segundo Service, 1971 Nos grupos de caçadores e colectores não existiria outra especialização integral do trabalho além das divisões domésticas de idade e sexo. Entre os povos caçadores, os homens se dedicariam à caça (especialmente de caçadas que exigem grandes deslocamentos em relação ao acampamento) e às mulheres, provavelmente pela limitação imposta por exigências da procriação e cuidado dos filhos, caberia a tarefa de colectar viveres próximos ou pequenas caças nos seus arredores. (o.c. p.20)
Entretanto, um estudo de 2023 que contabilizou estudos anteriores sobre sociedades de caçadores-coletores do ano 1800 até o presente constatou que mulheres caçavam em 79% das sociedades. Na vasta maioria dos casos, "a caça era proposital. As mulheres possuíam seu próprio equipamento. Elas tinham armas favoritas. As avós eram as melhores caçadores do grupo."
Em 2018, restos mortais de uma caçadora com 9.000 anos de idade, juntamente com um kit de ferramentas com pontas de projéteis e instrumentos para o processamento de carcaças animais, foram descobertos no sítio andino de Wilamaya Patjxa, distrito de Puno, no Peru. Um estudo de 2020 inspirado nesta descoberta descobriu que, de 27 sepultamentos identificados com caçadores-coletores de um sexo conhecido que também foram enterrados com ferramentas de caça, 11 eram caçadores-coletores do sexo feminino, enquanto 16 eram caçadores-coletores do sexo masculino. Combinadas com as incertezas, estas descobertas sugerem que entre 30 e 50 por cento dos humanos caçando animais de grande porte eram mulheres.
Em diversos grupos contemporâneos, as mulheres caçam o mesmo tipo de caça que os homens, às vezes ao lado destes. Entre os povos da Namíbia, as mulheres ajudam os homens a rastrear a caça. As mulheres do povo Martu da Austrália também caçam principalmente pequenos animais como lagartos para alimentar seus filhos e mantêm parcerias de trabalho com outras mulheres.
Foi observado nas mulheres !Kung que estas dão à luz uma vez a cada 3 ou 4 anos. Este espaçamento de nascimento é mundial entre os caçadores-coletores, uma resposta biológica às exigências físicas da mobilidade. As crianças pequenas precisam ser carregadas enquanto o grupo coleta alimentos ou migra de um local para o outro. Transportar duas crianças e coletar alimentos seria muito mais árduo. A amamentação se estende por três ou quatro anos. A amamentação prolongada é um mecanismo fisiológico para evitar a ovulação e reduzir as chances de uma nova gravidez.
As mulheres não se sentem exploradas: elas detêm prestígio econômico e poder político.
A residência pós-casamento entre os caçadores-coletores tende a ser matrilocal, pelo menos inicialmente. As mães jovens podem desfrutar do apoio de assistência infantil de suas próprias mães, que continuam vivendo nas proximidades do mesmo campo. Os sistemas de parentesco e descendência entre caçadores-coletores humanos são relativamente flexíveis, embora haja evidências de que o parentesco humano precoce em geral tendesse a ser matrilinear.

## Caçadores-colectores e sociedades agrícolas
As formas sociais dos povos caçadores-colectores (como os coissãs) colidiram violentamente após a invenção da agricultura, há 12 mil anos, com as sociedades de pastores (um exemplo de uma é a dos beduínos) ou agrícolas (como os bantus da África ou muitos dos povos indígenas do Brasil). À medida que o número e o tamanho das sociedades agrícolas aumentavam, expandiram-se para terras tradicionalmente utilizadas pelos caçadores-coletores. Este processo de expansão impulsionada pela agricultura levou ao desenvolvimento das primeiras formas de governo em centros agrícolas, como a Mesopotâmia, o Egito antigo, a Índia antiga, a China antiga, a Mesoamérica, a África subsaariana e o Norte Chico.
Como resultado da dependência humana agora quase universal sobre a agricultura, as poucas culturas contemporâneas de caçadores e coletores geralmente vivem em áreas inadequadas para uso agrícola. Consideradas como parasitas, acabavam por desaparecer a maior parte das vezes ou eram escorraçadas para terras estéreis. A colonização e a industrialização aceleraram este processo.